# Ингалс (Индијана)
Ингалс (енгл. Ingalls) град је у америчкој савезној држави Индијана.

## Демографија
По попису из 2010. године број становника је 2.394, што је 1.226 (105,0%) становника више него 2000. године.
| Група             | 2000.         | 2010.         |
| Белци             | 1.136 (97,3%) | 2.161 (90,3%) |
| Афроамериканци    | 4 (0,3%)      | 73 (3,0%)     |
| Азијати           | 1 (0,1%)      | 8 (0,3%)      |
| Хиспаноамериканци | 12 (1,0%)     | 94 (3,9%)     |
| Укупно            | 1.168         | 2.394         |